# Nus d'esmalt
En el desenvolupament de les dents, el nus d'esmalt o nus enamel és una localització de cèl·lules en un òrgan d'esmalt que apareixen engruixides al centre de l'epiteli intern de l'esmalt. El nus d'esmalt s'associa sovint a un cordó d'esmalt. Es forma a la fase de tap i experimenta apoptosi a la fase de campana.

## El nus d'esmalt com a centre de senyalització
El nus d'esmalt és un centre de senyalització de la dent que proporciona informació de posició per a la morfogènesi de les dents i regula el creixement de les cúspides dentals. El nus d'esmalt produeix una sèrie de senyals moleculars de totes les grans famílies de senyalització, com ara els factors de creixement dels fibroblasts (FGF), les proteïnes morfogenètiques òssies (BMP), l'eriçó (Hh) i els senyals Wnt. Aquests senyals moleculars dirigeixen el creixement de l'epiteli i el mesènquima circumdants.

## Nusos d'esmalt primaris i secundaris
El nus principal d'esmalt es forma a la punta del brot durant l'etapa de la tapa del desenvolupament de les dents. Aquest nus primari d'esmalt pateix apoptosi i desapareix. Més tard, apareixen nusos secundaris d'esmalt que regulen la formació de les futures cúspides de les dents.